# Wassergenossenschaft
Wassergenossenschaften dienen der gemeinschaftlichen Bewirtschaftung von Wasser.

## Situation in Österreich
Die Aufgaben der Wasserwirtschaft umfassen in vielen Fällen Maßnahmen und Bauwerke, die wesentlich die Leistungsfähigkeit von Einzelpersonen und -unternehmen übersteigen und im öffentlichen Interesse liegen. Somit waren rechtliche Konstruktionen zu schaffen, die im Stande sind derartige Herausforderungen zu lösen. Dazu zählen die Wassergenossenschaften und Wasserverbände. Das österreichische Wasserrechtsgesetz (WRG 1959) sieht vor, dass Wassergenossenschaften zu folgenden Maßnahmen und Aufgaben gegründet werden können (§73 WRG 1959, der Textauszug wird aus Gründen der Vollständigkeit wiedergegeben):
(a) der Schutz von Grundeigentum und Bauwerken gegen Wasserschäden, die Regulierung des Laufes oder die Regelung des Abflusses (Wasserstandes) eines Gewässers, Vorkehrungen gegen Wildbäche und Lawinen, die Instandhaltung von Ufern und Gerinnen einschließlich der Räumung;
b) die Versorgung mit Trink-, Nutz- und Löschwasser einschließlich der notwendigen Speicherungs-, Anreicherungs- und Schutzmaßnahmen;
c) die Ent- und Bewässerung sowie die Regelung des Grundwasserhaushaltes;
d) die Beseitigung und Reinigung von Abwässern sowie die Reinhaltung von Gewässern;
e) die Errichtung, Benutzung und Erhaltung gemeinsamer, der Ausnutzung und Veredelung der Wasserkraft dienender Anlagen;
f) die Leistung von Beiträgen zu wasserbaulichen oder wasserwirtschaftlichen Maßnahmen anderer;
g) die Vorsorge für ausgleichende Maßnahmen an Gewässern, soweit solche durch Anlagen mehrerer Wasserberechtigter erforderlich werden;
h) die Ausübung der regelmäßigen Aufsicht über Gewässer und Wasseranlagen oder die Beitragsleistung hierzu;
i) die Kontrolle, Betreuung und Instandhaltung wasserrechtlich bewilligter Anlagen;
j) die Sammlung, Verwertung und Beseitigung von Abfällen.
Eine Wassergenossenschaft kann gegründet werden:
- freiwillig und durch die zuständige Behörde anerkannt,
- mit Beitrittszwang (ein Begehren der Mehrheit der Interessenten wird durch Bescheid der zuständigen Behörde der widerstrebenden Minderheit aufgetragen, wenn diese unbedingt erforderlich ist) oder
- durch Bescheid des Landeshauptmannes als Zwangsgenossenschaft, wenn diese im öffentlichen Interesse zum Zwecke des Hochwasserschutzes, der Trinkwasserversorgung, der Entwässerung und der Gewässeraufsicht (§73, WRG 1959 lit. a,b,c und h, siehe oben) unbedingt erforderlich ist. Weiters können die Eigentümer von Anlagen gemäß § 73, WRG 1959 lit. a,c,d,e,g und i (siehe oben) zu einer Zwangsgenossenschaft verpflichtet werden.

Genossenschaftsorgane sind die Mitgliederversammlung, der Ausschuss, der Obmann, teilweise auch ein Geschäftsführer, Rechnungsprüfer und Schlichtungsstelle. Die Wassergenossenschaften sind daher ähnlich wie Vereine eingerichtet.
Sie arbeiten nicht gewinnorientiert und ermöglichen die Mitbestimmung der Mitglieder in der Mitgliederversammlung. Die Genossenschaft hat sich selbst Satzungen zu geben bzw. werden diese durch die zuständige Behörde erlassen.
Die Möglichkeit der Schaffung einer Genossenschaft mit Beitrittszwang bzw. einer Zwangsgenossenschaft bedeutet, dass sichergestellt ist, dass die Lösung wasserwirtschaftlicher Probleme, die nur im Zusammenwirken aller Betroffenen stattfinden kann, nicht an Einzelinteressen scheitern kann.
Rückständige Beiträge zu den Genossenschaften werden auf Verlangen der Genossenschaft im Wege der Verfahren der öffentlichen Verwaltung (Verwaltungsvollstreckungsgesetz) eingetrieben.
Die Aufsicht über die Wassergenossenschaften obliegt der zuständigen Behörde, diese hat auch eine Auflösung auszusprechen, so die Genossenschaft die Auflösung beschließt oder der Weiterbestand keine Vorteile mehr erwarten lässt.
Wenn sich die Maßnahmen über das Gebiet mehrerer Gemeinden erstrecken, kann ein Wasserverband gegründet werden.
Wassergenossenschaften spielen eine maßgebende Rolle bei der Organisation der Wasserwirtschaft Österreichs. Sie ermöglichen den Zusammenschluss der örtlichen Interessenten zur Lösung wasserwirtschaftlicher Aufgaben unter Kontrolle der zuständigen Behörden.
In einigen österreichischen Bundesländern gibt es auch Dachverbände für Wassergenossenschaften, die Beratung, Service und Schulung für ihre Mitglieder anbieten. Einige Beispiele sind:
OÖ Wasser Genossenschaftsverband, Dachverband der Salzburger Wasserversorger, Interessengemeinschaft Wassergenossenschaften Südburgenland.

## Situation in Deutschland
Wassergenossenschaften nach deutschem Recht haben üblicherweise die Form einer eingetragenen Genossenschaft. Die Genossen nutzen hierbei eine örtliche Quelle zur Trinkwasserversorgung und streben an, dadurch Kostenvorteile gegenüber der öffentlichen Wasserversorgung zu generieren.